# Ahn Sahng-hong
Ahn Sahng-Hong (o Ahnsahnghong) (en hangul 안상홍) (Jeollabuk-do, 13 de gener de 1918 – Busan, 25 de febrer de 1985) fou el fundador coreà de la secta cristiana Església de Déu Societat Missionera Mundial, que avui el considera com la segona vinguda de Jesús.
Va ser batejat a l'Església Adventista del Setè Dia el 1948. Però va deixar aquesta església el 1962 i va fundar l'Església de Déu Societat Missionera Mundial el 1964. Ell va insistir que les ensenyances del cristianisme primitiu, com la Pasqua i el Sabbat, haurien de ser restaurades. Algunes persones critiquen les seves ensenyances per ser diferents de les ensenyances cristianes tradicionals. La tomba d'Ahn Sahng-hong és a la província de Gyeongsangnam-do a Corea del Sud, on està enterrat en el cementiri públic de myosoda.

## Obra
Va ser autor de diversos llibres: 
- Visitors from the Angelic World (Visitants angèlics del món).
- The Seal of God and the last plagues (El segell de Déu i de les últimes plagues).
- The Mystery of God and The Spring of The Water of Life (El misteri de Déu i la font de l'aigua de la vida), a on Ahn sahng hong dona testimoni de la vinguda del que l'església es refereix com la "El Déu Mare".